# Sułów (gmina)
Pour les articles homonymes, voir Sułów.
Sułów est une gmina rurale (gmina wiejska) du powiat de Zamość, dans la Voïvodie de Lublin, dans l'est de la Pologne.
Son siège administratif (chef-lieu) est le village de Sułów, qui se situe environ 23 kilomètres (km) à l'ouest de Zamość (siège du powiat) et 60 kilomètres au sud-est de la capitale régionale Lublin (capitale de la voïvodie).
La gmina couvre une superficie de 93,48 km2 pour une population de 5 129 habitants en 2006.

## Histoire
De 1975 à 1998, la gmina est attachée administrativement à l'ancienne voïvodie de Zamość.

Depuis 1999, elle fait partie de la nouvelle voïvodie de Lublin.

## Géographie
La gmina inclut les villages (sołectwa) de:
- Deszkowice Drugie
- Deszkowice Pierwsze
- Kawęczyn-Kolonia
- Kitów
- Michalów
- Rozłopy
- Rozłopy-Kolonia
- Sąsiadka
- Sułów
- Sułów-Kolonia
- Sułówek
- Sułowiec
- Tworyczów
- Źrebce

### Gminy voisines
La gmina de Sułów est voisine des gminy de
- Nielisz
- Radecznica
- Rudnik
- Szczebrzeszyn
- Turobin

## Structure du terrain
D'après les données de 2002, la superficie de la commune de Sułów est de 97,19 kilomètres carrés, répartis comme telle :
- terres agricoles : 86 %
- forêts : 6 %

La commune représente 4,99 % de la superficie du powiat.

## Démographie
Données du 30 juin 2004:
| Description        | Total  | Total | Femmes | Femmes | Hommes | Hommes |
| ------------------ | ------ | ----- | ------ | ------ | ------ | ------ |
| Unité              | Nombre | %     | Nombre | %      | Nombre | %      |
| Population         | 5 206  | 100   | 2 711  | 52,1   | 2 495  | 47,9   |
| Densité (hab./km²) | 55,7   | 55,7  | 29     | 29     | 26,7   | 26,7   |